# Combinata nordica ai XXII Giochi olimpici invernali - Trampolino normale
La gara dal trampolino normale di combinata nordica ai XXII Giochi olimpici invernali si è disputata nella località di Krasnaja Poljana il 12 febbraio. La prova di salto si è effettuata dal trampolino normale HS105 RusSki Gorki.
Il tedesco Eric Frenzel ha vinto la medaglia d'oro, il giapponese Akito Watabe quella d'argento e il norvegese Magnus Krog quella di bronzo.
Detentore del titolo di campione olimpico uscente era il francese Jason Lamy-Chappuis, che aveva vinto a Vancouver 2010, sul tracciato di Whistler (in Canada), precedendo lo statunitense Johnny Spillane (medaglia d'argento) e l'italiano Alessandro Pittin (medaglia di bronzo).

## Classifica di gara
| Pos.    | Atleta            | Nazione  | Lungh. Salto | Punt. Salto | Handicap Fondo | Tempo Fondo | Distacco |
| ------- | ----------------- | -------- | ------------ | ----------- | -------------- | ----------- | -------- |
| Oro     | Eric Frenzel      | Germania | 103,0        | 131,5       | 0'00"          | 23'50"2     | -        |
| Argento | Akito Watabe      | Giappone | 100,5        | 130,0       | 0'06"          | 23'48"4     | +4"2     |
| Bronzo  | Magnus Krog       | Norvegia | 97,0         | 115,8       | 1'03"          | 22'55"3     | +8"1     |
| 4       | Alessandro Pittin | Italia   | 94,5         | 113,4       | 1'12"          | 22'47"5     | +9"3     |
| 5       | Magnus Moan       | Norvegia | 99,5         | 119,4       | 0'48"          | 23'14"4     | +12"7    |
| 6       | Johannes Rydzek   | Germania | 98,0         | 121,2       | 0'41"          | 23'26"5     | +17"3    |
| 7       | Lukas Runggaldier | Italia   | 97,0         | 115,7       | 1'03"          | 23'06"9     | +19"7    |
| 8       | Fabian Rießle     | Germania | 95,5         | 116,5       | 1'00"          | 23'19"6     | +29"4    |
| 9       | Tino Edelmann     | Germania | 98,0         | 124,0       | 0'30"          | 23'57"2     | +37"0    |
| 10      | Håvard Klemetsen  | Norvegia | 99,0         | 122,7       | 0'35"          | 23'53"4     | +38"2    |
| 11      | Christoph Bieler  | Austria  | 98,5         | 121,9       | 0'38"          | 23'52"4     | +40"2    |
| 12      | Lukas Klapfer     | Austria  | 99,0         | 124,0       | 0'30"          | 24'24"5     | +1'04"3  |
| 13      | Mikko Kokslien    | Norvegia | 93,0         | 107,3       | 1'37"          | 23'19"5     | +1'06"3  |
| 14      | Armin Bauer       | Italia   | 92,5         | 107,3       | 1'37"          | 23'19"7     | +1'06"5  |
| 15      | Yoshito Watabe    | Giappone | 100,0        | 122,4       | 0'36"          | 24'22"3     | +1'08"1  |

- Data: Mercoledì 12 febbraio 2014
- Prova di salto
- Ora locale: 12:30
- Trampolino: RusSki Gorki
- Punto K: 95 m
- Prova di fondo
- Ora locale: 16:30

Legenda:
- DNS = non partito (did not start)
- DNF = prova non completata (did not finish)
- Pos. = posizione